# كاربوفانيتس
الكاربوفانيتس (بالأوكرانية: купони) هي وحدة عملة سابقة في أوكرانيا في ثلاث فترات منفصلة من القرن العشرين. وهي أيضًا العملة السابقة لعملة أوكرانيا الحالية الهريفنا. قُسّمت الكاربوفانيت إلى مائة كوبيكا ولكن لم تصدر أي فئات من الكوبيكا أبدًا بسبب التضخم.
في معيار ISO 4217، أُدرج الاسم الرسمي مكتوبًا بشكل خاطئ مثل karbovanet أو مكتوبًا بشكل صحيح مثل karbovanets وعلى نحو مماثل، يشير إليه الإصدار الإنجليزي من موقع البنك الوطني الأوكراني باسم Karbovanets. الرمز القياسي للعملة معيار ISO 4217 هو UAK.

## التاريخ

### الكاربوفانيت الأول (1917–1920)

#### المجلس المركزي الأوكراني (1917-1918)
شكلت بعض الأحزاب السياسية في مارس 1917 في كييف المجلسَ المركزيَّ الذي أعلن في 20 نوفمبر 1917 تأسيس جمهورية أوكرانيا الشعبية، وفي 19 ديسمبر/كانون الأول من العام نفسه اعتُمد قانون مؤقت بشأن إصدار الأوراق النقدية للدولة من البرلمان. وفقًا لهذا القانون: "يجب إصدار الأوراق النقدية بالكاربوفانيتس" (بالأوكرانية: карбованець). احتوى كل كاربوفانيتس على 17.424 جزءًا من الذهب الخالص وقد قُسِّم إلى هريفنتين (بالأوكرانية: гривня) أو 200 شاه (بالأوكرانية: шаг).
أصل اسم "karbovanets" قابل للنقاش من خلال افتراض واحد، نشأ في أوكرانيا من الطريقة البدائية القديمة للنحت karbuvaty (بالأوكرانية: карбувати) أعداد العمليات الحسابية على قضيب، وبفرضية أخرى، من النقش (الشق) على حافة روبل معدني.
صدرت أول ورقة نقدية أوكرانية بقيمة 100 كاربوفانيتس في 5 يناير 1918. أُعلن الرمح الثلاثي الشعب الموضح على الورقة النقدية شعارًا وطنيًا لجمهورية أوكرانيا الشعبية في 25 فبراير 1918. ذُكرت سلسلة واحدة فقط وهي "AД" ورقم واحد فقط وهو 185 على جميع الأوراق النقدية الصادرة.
أعلن المجلس المركزي في 20 سبتمبر 1918 أن إصدار الأوراق النقدية من خزانة الدولة من فئات 5 و10 و25 و50 كاربوفانيتس سيكون صالحًا حتى 1 مارس 1924. ظهرت الأوراق النقدية من فئة 25 كاربوفانيتس في 6 أبريل و50 كاربوفانيتس لاحقًا، ولكن لم تصدر أوراق نقدية من فئة 5 و10 كاربوفانيتس. أُصدرت هذه السلسلة من الأوراق النقدية دون تحديد السلسلة والرقم. أشارت السلسلة في الإصدارات اللاحقة إلى مكان الطباعة: AK (كييف) وAO (أوديسا). بعد احتلال وحدات عسكرية من جيش دينيكين أوديسا في عام 1919، استمرت مطبعة أوديسا في طباعة الأوراق النقدية من فئة 50 كاربوفانيتس. أعلنت الحكومة الأوكرانية أن الأموال التي أصدرها الدينيكينيون مزورة (سلسلة AO، الأرقام 210 وما فوق).
طبعت حكومة أوكرانيا في عام 1920 عشرات الملايين من الأوراق النقدية للاستخدام المؤقت من اللجنة الثورية في غرب أوكرانيا. كان هذا العدد من سلسلة AO يحتوي على أرقام من 236 إلى 250. أصدر المجلس المركزي (برلمان أوكرانيا) الإصدار التالي في 19 أبريل 1918 وشمل فئات 10 و20 و30 و40 و50 شاهًا. أُخذ مصطلح "الشاه" من الاسم القديم للعملات المعدنية الصغيرة (الفكة) من القرن السادس عشر. طُبعت الشيكات النقدية في كييف على شكل أوراق مكونة من 100 ورقة، وجرى ثقبها من أجل تسهيل تمزيق الأوراق النقدية المنفصلة. ظلت الشاهات متداولة حتى مارس/آذار 1919، عندما ألغتها السوفييت. يوجد العديد من الأوراق النقدية بهذه القيمة.

## روابط خارجية
- تشيرنويفانينكو، فيتالي. تاريخ النقود الورقية في أوكرانيا (1917-1920) في مجلة زركالو نيديلى، 22-28 سبتمبر 2001. متوفر باللغتين الروسية والأوكرانية
- تاريخ العملة الأوكرانية في مجلة زركالو نديلي، 2-8 سبتمبر 2006. متوفر باللغتين الروسية والأوكرانية
- تاريخ الهريفنا على موقع البنك الوطني الأوكراني